# Robert Dowdell
Pour les articles homonymes, voir Dowdell.
Robert Dowdell est un acteur américain né le 10 mars 1932 à Park Ridge, Illinois (États-Unis) et mort le 23 janvier 2018 à Coldwater, Michigan (États-Unis).

## Filmographie
- 1960 : The Fifth Column (téléfilm)
- 1962 - 1963 : Stoney Burke (série TV) - 32 épisodes : Cody Bristol
- 1964 - 1968 : Voyage au fond des mers (Voyage to the Bottom of the Sea) (série TV) - 109 épisodes : lieutenant Commander Chip Morton
- 1970 : Macho Callahan : L'aveugle
- 1971 : La Cité sous la mer (City Beneath the Sea) (téléfilm) : Jeune officier
- 1971 : O'Hara, U.S. Treasury (série TV) - 1 épisode : major Tony Puller
- 1984 : The Initiation : Jason Randall
- 1984 : V : les visiteurs : le docteur
- 1986 : Au-dessus de la loi (Outrage!) (téléfilm) : District Attorney Curran
- 1987 : Protection rapprochée (Assassination) : capitaine Ogilvy (Cappy)
- 1989 : L'amour est une grande aventure (Skin Deep) : juge du trafic
- 1989 : Ma belle-mère est une sorcière (Wicked Stepmother) : juge